# Kowalowce
Kowalowce [pronunciación en polaco: /kɔvaˈlɔft͡sɛ/] es un pueblo ubicado en el distrito administrativo de Gmina Zabłudów, dentro del Condado de Białystok, Voivodato de Podlaquia, en el norte de Polonia oriental. Se encuentra aproximadamente a 3 kilómetros al oeste de Zabłudów y a 15 kilómetros al sureste de la capital regional Białystok.